# Fındıklı (district)
Fındıklı is een Turks district in de provincie Rize en telt 15.556 inwoners (2007). Het district heeft een oppervlakte van 395 km². Hoofdplaats is Fındıklı.
De bevolkingsontwikkeling van het district is weergegeven in onderstaande tabel.
| 1997   | 2000   | 2007   |
| ------ | ------ | ------ |
| 15.008 | 16.740 | 15.556 |